# Lagberedningen (Sverige)
Lagberedningen var i Sverige en kommitté, tillsatt av Kungl. Maj:t, som hade i uppdrag att upprätta mer omfattande lagförslag. Den inrättades 1902, men namnet lagberedning hade använts redan under 1800-talet för flera av dess föregångare. Lagberedningen utförde förarbetena till flera av de stora reformerna på civilrättens område i Sverige under 1900-talet. Inledningsvis arbetade den med jordabalken, men dess förslag till ny balk 1909 ledde inte till lagstiftning. Därefter utförde Lagberedningen förarbetena till den nya giftermålsbalken som trädde i kraft 1920, skuldebrevslagen (1936) och aktiebolagslagen (1944). Från 1930-talet arbetade Lagberedningen åter med de fastighetsrättsliga frågorna och lade fram ett förslag till ny jordabalk i betänkanden 1947 och 1960. Slutligen fick Lagberedningen 1960 i uppdrag att revidera utsökningsrätten. Denna fråga sysselsatte Lagberedningen i över ett decennium. Ett slutbetänkande med förslag till ny utsökningsbalk överlämnades 1973. Lagberedningen upphörde 1974.

## Historia
Under 1800-talet bedrevs arbetet under varierande former med att utarbeta nya lagförslag som skulle ersätta 1734 års lag. År 1810 tillsattes Lagkommittén. Dess förslag till allmän civillag trycktes 1826 och förslaget till allmän kriminallag 1832 (en reviderad version trycktes 1834). I en skrivelse från ständerna vid 1840 års riksdag förordades en ny kommitté för granskning av lagkommitténs förslag. Året därpå tillsattes Lagberedningen, som 1844 överlämnade ett förslag till strafflag. Den överlämnade sitt förslag till giftermålsbalk, ärvdabalk, jordabalk och byggningabalk 1847, till rättegångsbalk 1849 och till handelsbalk och utsökningsbalk 1850. Lagbyrån i Justitiedepartementet inrättades 1871, men utökades snart till Nya lagberedningen som tillsattes 1874 och var en från departementet självständig kommitté. Efter att Nya lagberedningens förslag till reformering av rättegångsväsendet hade misslyckats med att få stöd i riksdagen under 1880-talet, ersattes beredningen 1895 åter av en Lagbyrå inom Justitiedepartementet.
I en framställan till 1902 års riksdag föreslog Kungl. Maj:t att en självständig delegation för lagens omarbetning skulle upprättas. Förslaget antogs av riksdagen. Den 5 december 1902 tillsattes en Lagberedning bestående av ordförande och fyra ledamöter. Lagberedningen fick närmast i uppdrag att verkställa bearbetning av det till jordabalken hörande rättsområdet. Sitt förslag till ny jordabalk har beredningen framlagt i tre avdelningar, varav den första, vilken 1907 upphöjts till lag, behandlar nyttjanderätt till fast egendom, den andra köp, byte och gåva av fastighet ävensom inskrivningsväsendet samt den tredje övriga hit hörande ämnen, varjämte den ger en sammanfattning av balkens hela innehåll.
Från och med 1910 övergick Lagberedningen till bearbetning av familjerätten. I detta arbete skulle beredningen sammanträda med delegerade från Danmark och Norge, som en del i det nordiska lagstiftningssamarbetet. Arbetet resulterade i 1915 års lag om äktenskaps ingående och upplösning samt slutligen den nya giftermålsbalken, som antogs 1920. På arvsrättens område ledde arbetet fram ändringar i ärvdabalken genom lagar 1924, 1928, 1930 och 1933. Senare arbetade Lagberedningen med förarbetena till skuldebrevslagen (antagen 1936) och den nya aktiebolagslagen (antagen 1944).
År 1914 tog Emilia Broomé plats i Lagberedningen som dess första kvinnliga ledamot.
Lagberedningens sista stora projekt blev reformeringen av utsökningsrätten. Kungl. Maj:t förordnade den 30 september 1960 att lagberedningen skulle påbörja arbetet med denna fråga. Samtidigt förordnades justitierådet Gösta Walin till ny ordförande i lagberedningen. Arbetet resulterade i elva delbetänkanden (Utsökningsrätt I–XI) som publicerades i SOU-serien. Slutligen framlades slutbetänkandet Utsökningsrätt XII (SOU 1973:22) i vilket lagberedningen presenterade ett förslag till ny utsökningsbalk och i Utsökningsrätt XIII (SOU 1974:55) föreslogs en promulgationslag och följdlagstiftning till den nya balken. Därefter arbetade Justitiedepartementet vidare med lagberedningens förslag. En remiss till Lagrådet beslutades 1978 och i juni 1980 överlämnades till riksdagen en proposition med förslag till utsökningsbalk. Riksdagen antog förslaget och balken trädde i kraft den 1 januari 1982.
Lagberedningen upphörde den 30 juni 1974. Dess arkiv, omfattande 11,6 hyllmeter, förvaras i Riksarkivet. Delar av arkivet levererades till Riksarkivet 1957 och 1958, och en annan del 1974.

## Lista över ordförande i Lagberedningen
- 1902–1909: Ivar Afzelius
- 1909–1918: Hjalmar Westring
- 1918–1927: Wilhelm Sjögren
- 1927–1931: Birger Ekeberg
- 1931–1935: Erik Marks von Würtemberg
- 1935–1941: Einar Stenbeck
- 1941–1947: Östen Undén
- 1947–1960: Natanael Gärde
- 1960–1974: Gösta Walin

## Andra "lagberedningar"
Beteckningen "lagberedning" användes också för några andra, fristående, kommittéer som gjorde omfattande utredningsarbete om ny lagstiftning under 1900-talet. Processlagberedningen tillsattes 1932. Dess arbete ledde fram till att den nya rättegångsbalken kunde antas av riksdagen 1942. År 1938 tillsattes Strafflagberedningen, vars arbete låg till grund för den moderna brottsbalken från 1962. Dessutom ska nämnas Grundlagberedningen, som var verksam 1966–1972 och som lämnade de förslag som slutligen blev 1974 års regeringsform.